# Kaly Live Dub
Kaly Live Dub ist eine elektronische Dubband bzw. Dubstepband, die 1995 in Lyon gegründet wurde.

## Geschichte
Kaly Live Dub begann Mitte der 1990er Jahre als klassische Roots-Reggae-Band unter dem Namen Kaly Calipso. Im Jahr 1998 veröffentlichten Kaly Calipso die Maxi Orange Dub. Kurz darauf änderte sich der Stil der Band zum elektronischen Dub, der Sänger wechselte zum Live-Sampling, der Schlagzeuger verließ die Band (und spielt jetzt bei High Tone). Stilbildende Einflüsse auf die Band waren Amon Tobin, Square Pusher, Herbalizer, Jah Shaka, Portishead, Aba Shanti I und Massive Attack. Im Zusammenhang mit diesem Stilwandel änderte sich der Name der Band zu Kaly Live Dub. Die Band profiliert sich weiterhin als ausgesprochene Liveband. Die erste EP als Kaly Live Dub 1,4 kHz und das erste Album Electric Kool Aid erschienen 2001.
Zwischen 2000 und 2002 spielten Kaly Live Dub viele Liveauftritte und improvisierten zusammen mit Bands wie Zenzile, High Tone, Svinkels, Les Hurlements d' Léo, Good Ridance u. a. Mit Encounter 1 und als Kaltone kamen 2003 Aufzeichnungen von Kollaborationen mit anderen Musikern wie dem bekannten jamaikanischen Sänger Rod Taylor und der Band High Tone heraus. Kaltone war Beginn einer Serie von Kollaborationen der Band High Tone mit befreundeten Musikern.
Im Jahr 2002 erschien das zweite Album Hydrophonic. Im gleichen Jahr gründete Pilah, der Gitarrist der Gruppe, das Lyoner Kollektiv Dub Addict Sound System als Plattform für Musiker und um den Dub im Stil jamaikanischer Soundsysteme zu verbreiten.
Das 2004 veröffentlichte Maximal 3 Overdubs ist eine Kompilation der Tracks der EPs Encounter 1, Encounter 2, 1,4 kHz und einiger weiterer Tracks, Kaly Live Dub gingen auf eine große Tournee. Im selben Jahr tourte Uzul mit seinem Nebenprojekt Hybrid Sound System, das Drum and Bass mit elektronischem Dub fusionierte.
Im Jahr 2005 verließ der Keyboarder Bernard "2TT" Pelmoine die Gruppe, für ihn kam Thibault Louis dazu. Der Sound der Band ist stark von Drum and Bass geprägt, sehr psychedelisch und mit Samples traditioneller afrikanischer, indischer und berberischer Musik durchsetzt. Es erschien das Album Repercussions.
Im Jahr 2006 erschien On Stage als DVD-Album und Doppel-live-CD. Für die Songs How To Be Late und Curious zogen Kaly Live Dub den Trompeter Erik Truffaz hinzu, der der Band einen Hauch Trip-Hop-Jazz hinzufügte. Stilistisch ist der Sound des Albums eine Mischung aus Dub/Reggae, Techno, Sprachsamples und Samples fern- und mittelöstlicher Musik. Die unterschiedlichen Einflüsse sind so eng verwoben, dass die Musik schwer einem bestimmten Genre zuzuordnen ist. Die Songs weisen häufig einen überraschenden dramaturgischen Aufbau auf.
Im Jahr 2008 folgte das Album Fragments. Härtere Beats, viele Sprachsamples und Keyboardparts sind zu komplexen Strukturen auf Teppichen aus Dub- und Dubstepstrukturen verwebt. Kaly Live Dub begründeten so zeitgleich mit High Tone, Zenzile, Brain Damage und Ez3kiel eine neue dubstep-lastige Tendenz im französischen Dub.
Im Jahr 2010 wurde das Album Lightin' The Shadows veröffentlicht, das deutliche Einflüsse von Dubstep erkennen lässt, weiterhin aber Samples von traditioneller nichteuropäischer Musik enthält. Der erste mit Shadows betitelte Teil des Albums enthält düstere Kompositionen, der zweite mit Light bezeichnete Teil eher leichtere. Das Stück Wackies ist eine Hommage an den New Yorker Produzenten Bullwackie.
Im Jahr 2010 erschien das Album Lightin' The Shadows auf dem Label Jarring Effects. Der Sound der Band ist eine Synthese aus Dub, Reggae, Dubstep, Techno und Hip-Hop. Das Album wird gefeaturet von Biga Ranx und K The I ???.

## Diskografie
- 1998: Orange Dub (EP) als Kaly Calipso
- 2000: Electric Kool Aid (Album, Label: PIAS France, PIASF 039 DLP)
- 2001: 1,4 kHz (EP, Dub Dragon – DDP.2001.1)
- 2001: Encounter 1: Rod Taylor meets KALY (EP, Dub Dragon – DDP.0002.1) als Kaly Live Dub & Rod Taylor
- 2002: Hydrophonic (Album, PIAS France, PIASF 077 DLP)
- 2003: Encounter 2: Maxidrumix (EP, Dub Dragon – DDP.2003.1, Originaltracks vom Album Electric Kool Aid)
- 2003: Kaltone - Kaly meets High Tone (EP, Jarring Effects – FX 030) als Kaltone (zusammen mit High Tone, Beteiligte: Antonin Chaplain, Dominique Peter, Fabrice Oresta, Julien Oresta, Lionel Dumas, Paul "Pilah" Kozmik, Stéphane Bernard)[3]
- 2004: 3 Maximal Overdubs (Album, PIAS France – PIASF 100CD)
- 2005: Repercussions (Album, PIAS France, PIASF 126 LP)
- 2006: On Stage (Album und DVD, PIAS France, PIASF 150 CD/DVD)[4]
- 2008: Fragments (Album, PIAS France, PIASF 167 CD)[5]
- 2010: Light (EP, Jarring Effects – FX990)
- 2010: Shadows (EP, Jarring Effects – FX991)
- 2010: Lightin' The Shadows (Album, Jarring Effects, FX099)[7]